# الحقنة الشرجية لدخان التبغ

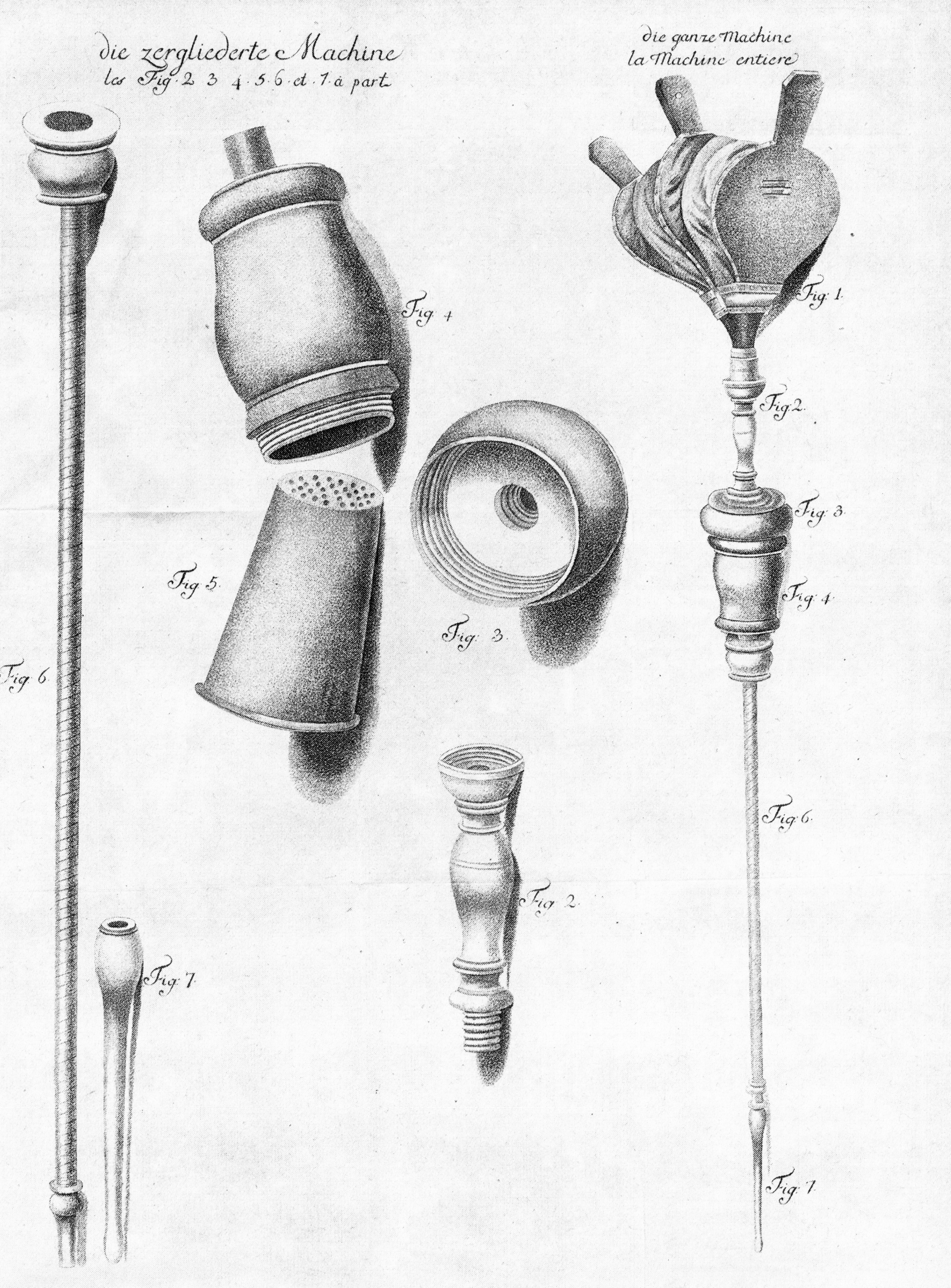
الريم في كتاب عام 1776 عن جهاز حقنة شرجية دخان التبغ ويتألف من فوهة، وهو مصدر الدخان ونافخ

حقنة دخان التبغ  ، هو نفخ دخان التبغ في المستقيم من قبل حقنة شرجية، وكان ذلك هو العلاج الطبي التي يستخدمه الأطباء الأوروبيون لمجموعة من الامراض.
التبغ تم الاعتراف به كدواء بعد فترة وجيزة من جلبه لأول مرة من العالم الجديد، وكان دخان التبغ يستخدم من قبل الأطباء الممارسين الغربيين كعلاج ضد البرد والنعاس، ولكن تطبيقه بواسطة حقنة شرجية كان الأسلوب المعتمد لدى الهنود في أمريكا الشمالية. وقد استخدم هذا الإجراء لعلاج آلام الأمعاء، وغالبا ما كانت هناك محاولات لإحياء ضحايا القرب من الغرق. وغالبا ما كانت تعطى الحقن الشرجية للتبغ السائل لتخفيف أعراض الفتق.
خلال أوائل القرن التاسع عشر انخفضت الممارسة في العلاج بدخان التبغ عندما اكتشف أن العامل النشط الرئيسي في دخان التبغ، النيكوتين، هو مكون كيميائى سام.

## التبغ في الطب

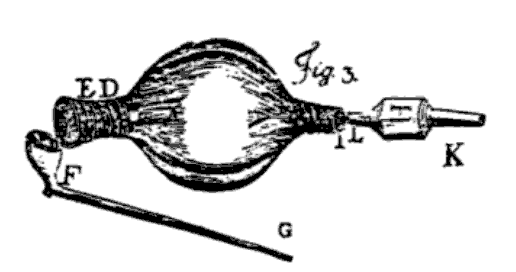
وأبسط وأكثر جهاز نقال.
هو مثانة الخنزير:.
FG: أنبوب الدخان.
D: أنبوب النفخ المتصل بالفم.
E: صنبور.
K: مخروط للأنبوب المتصل بالمستقيم.

حتى كان اكتشافه وجلبه من العالم الجديد، كان التبغ غير معروفا للطب الغربي. الأوروبيون لم يكونوا يجهلون آثار الدخان؛ البخور كان قد استخدم منذ العصور القديمة، والآثار المخدرة من حرق بذور القنب كان معروفا جيدا من قبل السكيثيين وتراقيون اليونانية القدماء الطبيب أبقراط أوصى بإستنشاق الدخان ل «الأمراض النسائية» كما فعل بليني الأكبر، كعلاج للسعال. الهنود ومنهم من المستكشفين الغربيين أول من علموا أن التبغ تستخدم أوراقة لعلاج مجموعة متنوعة من الأغراض، بما في ذلك العبادة الدينية، ولكن سرعان ما أصبح الأوروبيون يدركون أن الأميركيين استخدموا التبغ أيضا للأغراض الطبية. الدبلوماسي الفرنسي جان نيكوت استخدام التبغ كلبخة باعتبار التبغ مسكن ألم، ونيكولاس موناردس دعا لعلاج قائمة طويلة من الأمراض، مثل السرطان، والصداع، ومشاكل في الجهاز التنفسي، وتشنجات في المعدة، والنقرس، والديدان المعوية والأمراض النسائية. وضعت العلوم الطبية المعاصرة كثيرا من تأثيره على مذهب الأخلاط، التبغ لفترة قصيرة أصبح ترياقا سحريا. وذكر استخدامه في علم الأدوية كأداة ضد البرد والنعاس الناجم عن الآلام خاصة الطبية، وأوضح فعاليته من خلال قدرته على امتصاص الرطوبة، وتدفئة أجزاء من الجسم، وبالتالي الحفاظ على التوازن وهو هام جدا للشخص سليم. في محاولة للحد من مرض التبغ كان يستخدم أيضا في تبخير المباني.
تحفيز التنفس كان يمارس من خلال إدخال دخان التبغ عن طريق أنبوب إلى المستقيم أول مرة من قبل هنود أمريكا الشمالية أمريكيون أصليون  وقد وصفت مثالا مبكرا من استخدام هذا الإجراء في عام 1809 من قبل توماس سيدنهام، الذي عالج العاطفة الحرقفي حيث وصف أولا حجامة بسحب الدم، يليها حقنة شرجية الدخان التبغ:
والحقن الشرجية لتبغ الدخان كما وردت كان يستخدمها المزارعون الدنماركيون في القرن 19، للخيول التي تحتاج إلى أدوية مسهلة، العالم الأنثروبولوجي في الولايات المتحدة فرانك شبيك أفاد بأن كاتاوبا الأميركيين الأصليين المعاصرون أيضا قد عاملوا خيولهم باستخدام تلك التقنية.

## الرأي الطبي
إلى الأطباء في ذلك الوقت، وكان العلاج المناسب ل«الموت على ما يبدو» الدفء والتحفيز. آن غرين، وهي امرأة حكم عليها بالإعدام والشنق عام 1650 بتهمة قتل طفلها ويفترض أنه ولد ميتا، وقد وجد من قبل علماء التشريح أنه يكون لا يزال على قيد الحياة. أنها أحيت لها عن طريق سكب (شراب كحولى محفز) يحوى الحديد والمنجنيز أسفل حلقها، ويفرك لها أطرافها والأطراف، ويسحب الدم منها وتطبيق اللصقات الدافئة «وحقنة شرجية عطرية من المقرر ان تطبق لها في جسدها، لإعطاء الحرارة والدفء إلى الأمعاء.» بعد وضع لها في سرير دافئ للحفاظ على الدفء، وقالت انها شفيت تماما. التنفس الاصطناعي وكان من المعتقد أنه يهب من الدخان إلى الرئتين أو المستقيم حيث يكون مفيدا بالتبادل، ومع ذلك، اعتبرت حقنة شرجية من دخان التبغ الأسلوب الأكثر فعالية، وذلك بسبب ارتفاع درجة الحرارة المفترضة وخصائصها المحفزة. جرب الهولنديون أساليب تضخيم الرئتين، كعلاج لأولئك الذين وقعوا في القنوات وعلى ما يبدو غرقوا. تم إعطاء المرضى الحقن الشرجية أيضا من دخان التبغ، بمثابة منبه للجهاز التنفسي. ريتشارد ميد كان من بين أول الباحثين الغربيين الذين أوصوا بالحقن الشرجية لدخان التبغ لاحياء ضحايا الغرق، عام 1745 عندما أوصى التبغ حقنة شرجية علاجية المنشأ الناجم عن العلاج بالغمر. واستشهد بإسمه في واحدة من أولى الحالات الموثقة عن الإنعاش بدخان التبغ تطبيقها عن طريق المستقيم، من 1746 عندما كانت امرأة تعالج على ما يبدو عانت من حادث غرق. بناء على نصيحة بحار كان قد شهد الواقعة، إدراج زوج المرأة ماسورة التبغ إلى جلبها البحار في دبرها، وقام بتغطية الوعاء بقطعة من الورق مثقبة، و «نفخ بقوة». وكانت المرأة على ما يبدو فد أفاقت. في 1780 في الجمعية الملكية للعناية بالغرقى تثبيت مجموعات الإنعاش، بما في ذلك الحقن الشرجية للدخان، في نقاط مختلفة على طول نهر التايمز، وبحلول مطلع القرن 19، والتبغ الحقن الشرجية الدخان أصبح ممارسة راسخة في الطب الغربي، التي نظرت فيها جمعيات إنعاش الغرقى إلى أن تكون مهمة مثل التنفس الاصطناعي.

## الإنحسار
ان الهجمات على النظريات المحيطة بقدرة التبغ لعلاج الأمراض بدأت في وقت مبكر من القرن 17. الملك جيمس الأول كان لاذعا في نقد فعاليته، وقد كتب «[هو] لن يساعد لعلاج أمراضا غير نظيفة والأمراض الأخرى.» وزعم آخرون أن التدخين يجفف الأخلاط وهي الأربعة (الدم، والصفراء الصفراء، والصفراء السوداء والبلغم) جعلت ذلك السعوط وأسخم الدماغ، وينبغي أن كبار السن لا بدخنون حيث أن الأخلاط فد تم تجفيفها بشكل طبيعي على أي حال.
في حين تستمر بعض المعتقدات بشأن فعالية دخان التبغ من أجل الحماية ضد المرض حتى فترة متقدمة من القرن 20, انخفض استخدام الحقن الشرجية للدخان في الطب الغربي بعد عام 1811، عندما عبر عالم الحيوان التجريبى بنيامين برودي حيث أثبت أن النيكوتين-العامل النشيط الرئيسي في دخان التبغ هو مادة سامة للقلب الذي يمكن أن يسفر عن توقف الدورة الدموية.